# Leona ganda
Leona ganda is een vlinder uit de familie van de dikkopjes (Hesperiidae). De soort is voor het eerst wetenschappelijk beschreven als Zophopetes ganda door William Harry Evans in een publicatie uit 1937.

## Verspreiding
De soort komt voor in de bossen van Guinea-Bissau, Ivoorkust, Ghana, Togo, Benin, Nigeria, Kameroen, Gabon, Centraal-Afrikaanse Republiek, Congo-Kinshasa, Oeganda en Noordwest-Tanzania.

## Waardplanten
De rups leeft op soorten van het geslacht Phoenix (Arecaceae).